# Humbert Roque Versace
Humbert Roque « Rocky » Versace (2 juillet 1937 - 26 septembre 1965) est un officier de l'armée américaine d'origine portoricaine et italienne qui a reçu à titre posthume la plus haute décoration militaire des États-Unis — la Medal of Honor — pour son action héroïque alors qu'il était prisonnier de guerre pendant la guerre du Viêt Nam.
Il fut le premier membre de l'armée américaine à recevoir la Medal of Honor pour des actions menées en Asie du Sud-Est en captivité,.